# Nagia subterminalis
Nagia subterminalis là một loài bướm đêm trong họ Noctuidae.